# خوزه رودولفو رییز
خوزه رودولفو رییز ماکادو (زاده ۲۵ فوریه ۱۹۸۸ در گومز پالاسیو، دورانگو) بازیکن سابق مکزیکی است که آخرین بار برای کوریکامینوس یوای‌تی بازی کرده است.